# Dálnice M85 (Maďarsko)
Dálnice M85 (maď M85-ös autóút) je rychlostní silnice v Maďarsku. Spojuje města Győr a Csorna. Tvoří obchvat Csorny a v jedné části splývá s dálnicí M86, a poté z ní opět vychází a končí u obce Farád. V roce 2020 byl dokončen významný úsek dálnice vedoucí z Csorny kolem měst Kapuvár a Fertőszentmiklós as do Sopronu. Dálnice bude v budoucnosti zasahovat až k rakouské hranici u Sopronu a rakouské obce Klingenbach a bude navazovat na rakouskou dálnici A3.

## Obce, kolem kterých dálnice prochází
Seznam je ve směru od severovýchodu k jihozápadu; města jsou vyznačena tučně.
- Győr
- Ikrény
- Börcs
- Rábapatona
- Enese
- Bezi
- Kóny
- Csorna
- Dör
- Jobaháza
- Farád